# Pan Walery
Pan Walery – debiutancka powieść Józefa Ignacego Kraszewskiego z 1831 roku. Była wydana pod pseudonimem Kleofasa Fakunda Pasternaka w Wilnie.
Kraszewski napisał ją będąc studentem. Powieść jest inspirowana Don Kichotem de Cervantesa.